# Żdżarka
Żdżarka (prononciation [ˈʐd͡ʐarka]) est une localité de la gmina de Hańsk, du powiat de Włodawa, dans la voïvodie de Lublin, située dans l'est de la Pologne.
Elle se situe à environ 8 kilomètres au nord de Hańsk (siège de la gmina), 14 kilomètres au sud-ouest de Włodawa (siège du powiat) et 64 kilomètres à l'est de Lublin (capitale de la voïvodie).

## Administration
De 1975 à 1998, la localité est attachée administrativement à l'ancienne voïvodie de Chełm.

Depuis 1999, elle fait partie de la nouvelle voïvodie de Lublin.